# Hafedh Caïd Essebsi
Hafedh Caïd Essebsi (arabe : حافظ قائد السبسي), né en 1961 à Tunis, est un homme politique tunisien, fils de Béji Caïd Essebsi, président de la République tunisienne de 2014 à 2019, et de Chadlia Caïd Essebsi.
Il dirige le parti Nidaa Tounes de 2016 à 2020.

## Biographie

### Jeunesse
Né en 1961 à Tunis, il est le fils de Béji Caïd Essebsi et Chadlia Caïd Essebsi.

### Parcours politique
En 1988, il effectue un passage au Parti social-libéral et se présente aux élections législatives comme l'une de ses têtes de liste.
Après la révolution de 2011, il intègre le parti Nidaa Tounes fondé par son père, Béji Caïd Essebsi. Dès 2013, il assure la coordination de quatre structures régionales sous la supervision du secrétaire général Taïeb Baccouche. Le 24 avril 2014, il provoque une restructuration du parti et prend la tête d'une nouvelle direction chargée des structures régionales au sein du comité exécutif. Pressenti pour être tête de liste de la première circonscription de Tunis pour les élections législatives, son inexpérience et sa proximité avec des membres de l'ancien Rassemblement constitutionnel démocratique suscitent des critiques de l'aile gauche et de nombreux membres du parti. Également accusé de vouloir succéder à son père, il renonce à sa candidature le 22 août de la même année.
En 2015, il devient l'un des vice-présidents du parti. Le 10 janvier 2016, à l'issue du congrès de Sousse, il en est nommé directeur exécutif. Ceci entraîne le départ du secrétaire général Mohsen Marzouk, qui fonde Machrouu Tounes ; celui-ci annonce le 20 mars sa charte constitutive. Le 19 octobre 2018, il devient président du comité politique du parti, à l'occasion de la fusion avec l'Union patriotique libre.
En mars 2017, il suscite une polémique après la diffusion d'un enregistrement dans lequel il déclare au sujet de son père : « tant que le vieux est à Carthage, rien ne nous échappera ». Dans un autre contexte, le président estime qu'il ne peut pas, à son âge, imposer ses vues à son fils, et regrette que ce dernier se soit engagé en politique.
Après la défaite du parti aux élections municipales du 6 mai 2018, le chef du gouvernement Youssef Chahed et Hafedh Caïd Essebsi sont en désaccord sur la ligne à suivre. Un conflit ouvert éclate alors entre les deux hommes quand le premier accuse publiquement le second de détruire le parti dans un discours télévisé diffusé le 29 mai. Le 27 août, un nouveau bloc parlementaire, appelé « Coalition nationale », est fondé afin de soutenir Chahed et attire rapidement plusieurs députés,. Le 15 septembre, Chahed est suspendu des rangs de Nidaa Tounes et celui-ci lance une procédure disciplinaire à son encontre. Le bureau politique du parti décide également de geler son adhésion. Cette démarche conduit à la transformation de la Coalition nationale en un nouveau parti, Tahya Tounes, le 27 janvier 2019.
En avril 2019, à l'issue du congrès de Monastir, le parti se scinde en deux clans, lorsque les 217 membres du comité central appelés à élire leur président se divisent entre deux réunions distinctes le 13 avril : 100 membres à Monastir soutiennent Hafedh Caïd Essebsi et 117 membres à Hammamet soutiennent le chef du groupe parlementaire Sofien Toubel. Fin juin, la justice reconnaît Hafedh Caïd Essebsi comme représentant légal du parti.
En juillet 2019, il renonce à se présenter aux élections législatives.
En août 2019, une polémique éclate alors qu'il est soupçonné par la douane tunisienne d'importer illégalement une importante somme d'argent en devises. Arrêté à l'aéroport de Tunis-Carthage, il dénonce alors une fouille disproportionnée et un traitement « inapproprié ». Il confirme en septembre 2019 ne pas avoir déposé de demande d'asile politique en France. Il y est depuis en exil volontaire.
Le 27 juillet 2020, il est exclu de Nidaa Tounes.

### Autres activités
Hafedh Caïd Essebsi est PDG de l'entreprise Méditerranée Plastique, gérant de sociétés et le propriétaire d'une supérette de La Soukra qui réalise le plus gros de son chiffre d'affaires avec la vente d'alcool.
Il a également été vice-président de l'Espérance sportive de Tunis.